# 杰基·巴特勒
杰基·巴特勒（英語：Jackie Butler，1985年3月10日—），出生于密西西比州麦库姆，美国职业篮球运动员。
巴特勒在2005-07赛季随圣安东尼奥马刺队夺得了一枚NBA总冠军戒指，赛季末随同路易斯·斯科拉一起被交换去了休斯敦火箭队以换取斯潘诺里斯和2009年NBA选秀的一个第二轮选秀权以及一些现今补偿。
2007年10月28日，巴特勒在新赛季前被火箭队宣布放弃。